# Sport Billy
Sport Billy je animirana TV serija producentske kuće Filmation, koja se početkom 80-ih godina prošlog stoljeća prikazivala na ondašnjoj Televiziji Zagreb. 

## Radnja
Dječak po imenu Sport Billy potječe s planete Olympus, jasne reference na starogrčki Olimp. Sa svojim prijateljima, djevojčicom Lilly i psom Willyjem, Billy putuje diljem planete Zemlje kako bi svugdje promovirao prijateljstvo i športski duh. U svojim putovanjima služi se svojim "super-sakom", čarobnom sportskom torbom iz koje izvlači razne predmete. Billyjevi glavni neprijatelji su zla svemirska kraljica Vanda i njezin pomoćnik, patuljak Alojz. Vanda mrzi sve športove i u svakoj epizodi ih pokušava uništiti, a Sport Billy je u tome svaki put uspije spriječiti.

## Sinkronizacija na hrvatski jezik
- Sport Billy: Tomislav Brajko
- Lili: Sanja Brajković (Sanja Gudek) - (voditeljica i urednica na Radio Sljemenu te vodi emisiju Vita jela zelen bor na prvom programu HRT-a)
- pas Vili: Ljubiša Pavić
- Alojz: Ivo Rogulja[1]
- Vanda: Lena Politeo[1]
- ostali glasovi: Đurđa Ivezić, Zvonimir Ferenčić, Miljenko Dörr, Vanja Drach, Vlado Kovačić, Ivan Rubčić, Željko Königsknecht
- pjevaju: Ivana Filić, Gordana Major, Ljiljana Paladinić, Marija Grčić-Rak, Jaroslav Kubček
- asistenti režije: Tea Drach, Dunja Markičević
- režiser: Biserka Vučković
- urednica: Vesna Splivalo

## Popis epizoda
| #   | hrvatski naslov          | engleski naslov             | datum izlaska |
| --- | ------------------------ | --------------------------- | ------------- |
| 01. | Viteški turnir u vremenu | Joust in Time               | 6.7.1982.     |
| 02. | Nevolja u Tokiju         | Trouble in Tokio            | 7.7.1982.     |
| 03. | Odmor u Meksiku          | Mexican Holiday             | 8.7.1982.     |
| 04. | Povratak na Olimp        | Return to Olympus           | 9.7.1982.     |
| 05. | Kineska zagonetka        | Chinese Puzzle              | 12.7.1982.    |
| 06. | Sakupljač Sportignjus    | Team Work                   | 13.7.1982.    |
| 07. | Loše vrijeme se sprema   | Bad Weather Blues           | 14.7.1982.    |
| 08. | Glas u divljini          | A Voice in Wilderness       | 15.7.1982.    |
| 09. | Kolo sreće               | Wheel of Fortune            | 16.7.1982.    |
| 10. | Igra skrivača            | Hyde and Seek               | 19.7.1982.    |
| 11. | Snaga Omni-torbe         | Power of the Omnisac        | 20.7.1982.    |
| 12. | Utrka u svemiru          | A Race in Space             | 21.7.1982.    |
| 13. | Vatrene igre             | A Trial by Fire             | 22.7.1982.    |
| 14. | Golf u Teksasu           | A Great Texas Hole in One   | 23.7.1982.    |
| 15. | Arapske noći             | Arabian Knights and Days    | 26.7.1982.    |
| 16. | Biljka mesožderka        | Mixed Doubles               | 27.7.1982.    |
| 17. | Vikinški dan             | Viking for a Day            | 28.7.1982.    |
| 18. | Čudovište iz Loch Nessa  | Monster from the Loch       | 29.7.1982.    |
| 19. | Tajna špilje u Rusiji    | Mystery of The Russian Cave | 30.7.1982.    |
| 20. | Ra! Ra! Billy!           | Rah! Rah! Billy!            | 31.7.1982.    |
| 21. | Opasnost u Peruu         | Peril in Peru               | 7.8.1982.     |
| 22. | Atenska avantura         | Athenian Adventure          | 14.8.1982.    |
| 23. | Čista sreća              | Pure Luck                   | 21.8.1982.    |
| 24. | Misterija Taj-Mahala     | Taj Mahal Mystery           | 28.8.1982.    |
| 25. | Avantura u Australiji    | Australian Adventure        | 4.9.1982.     |
| 26. | Priča o dva Billyja      | A Tale of Two Billys        | 11.9.1982.    |

## Vanjske poveznice
- Sport Billy u internetskoj bazi filmova IMDb-a
- Sport Billy na YouTubeu